# Virusklassifikation
Die Klassifikation von Viren beruht auf verschiedenen morphologischen, epidemiologischen oder biologischen Merkmalen. Von der rein funktionellen Klassifikation ist jedoch die offiziell gültige Taxonomie von Viren zu unterscheiden, nach der Viren beispielsweise in Familien, Gattungen und Arten nach dem Grad ihrer Verwandtschaft (ermittelt insbesondere durch Genomvergleich) eingeteilt werden. Alle anderen Klassifikationen sind noch zum Teil aus historischen oder praktischen Gründen üblich. Die Entscheidung über Kriterien der Taxonomie und Einteilung von Viren trifft ein internationales Gremium mit dem Namen International Committee on Taxonomy of Viruses (ICTV).

## Das klassische System der Virusklassifikation
Im Jahre 1962 wurde von André Lwoff, Robert W. Horne und Paul Tournier entsprechend der von Carl von Linné begründeten binären Klassifikation der Lebewesen eine Taxonomie der Viren („LHT-System“) eingeführt. In ihr werden analog zur Taxonomie anderer Lebewesen, die folgenden Taxa unterteilt:
Virosphäre (Phylum: Vira)
Subphylum (…vira)
Klasse (…ica)
Ordnung (…virales)
Familie (…viridae)
Unterfamilie (…virinae)
Gattung oder Genus (…virus)
Art oder Species (nach der hervorgerufenen Krankheit oder dem Wirt: Krankheit…virus, Wirt…virus)
Eine historische Einteilung der Viren nach dem LHT-System findet sich bei Francesco Fiume. Die entscheidenden Charakteristika für diese Klassifikation waren:
1. die Natur des viralen Genoms (DNA oder RNA)
2. die Symmetrie des Kapsids
3. Vorhandensein einer Lipidumhüllung
4. Größe von Virion und Kapsid

Die drei morphologischen Kriterien (2–4) bestimmen den Morphotyp (Morphovar).
Frühe Klassifizierungssysteme berücksichtigten anstelle der noch nicht allgemein verfügbaren Genomsequenz folgende Kriterien:
- gemeinsame Organismen, die sie infizieren (Wirte)
- gemeinsame Übertragungswege, z. B. Vektoren
- ähnliche Krankheitsbilder (Symptome) bzw. Infektion des gleichen Organs
- Serotyp (Serovar)
- Habitat (Vorkommen)

- Klassifikation nach Wirten

- Bakterienviren (Bakteriophagen) – infizieren Bakterien

- Cyanophagen – infizieren Cyanobakterien (alias Blaugrünbakterien, veraltet: „Blaualgen“)
- Aktinobakteriophagen — infizieren Bakterien der Klasse Actinobacteria (Aktinobakterien)
- Flavophagen — infizieren Bakterien der Klasse Flavobacteriia

- Corynephagen — infizieren Aktinobakterien der Gattung Corynebacterium (Corynebakterien)
- Mykobakteriophagen — infizieren Aktinobakterien der Gattung Mycobacterium (Mykobakterien)

- Vibriophagen — infizieren Bakterien der Gattung Vibrio (Vibrionen)
- Coliphagen — infizieren Escherichia coli (Colibakterien)

- Archaeenviren (der veralteten Bezeichnung „Archaebakterien“ folgend traditionell auch Bakteriophagen genannt) – infizieren Archaeen

- Magroviren – infizieren Archaeen der Marine Group II (d. h. der Ordnung Poseidoniales, Euryarchaeota)
- Asgardviren – infizieren Asgard-Archaeen

- Viren der Eukaryoten:

- Mykoviren – infizieren Pilze
- Phytoviren – infizieren Pflanzen
- Tierviren – infizieren Tiere (inkl. Menschen als Primaten)

- Insektenviren

- Bienenviren

- humanpathogene Viren – infizieren den Menschen

- Virophagen – benötigen ein Helfervirus und schädigen dieses

- Klassifikation nach Krankheitsbildern

- Onkoviren – karzinogen
- Hepatitis-Viren
- Influenzaviren (früheres Taxon) — verursachen Influenza (echte Grippe)
- Rhinoviren — verursachen grippale Infekte
- Nekroseviren
- Mosaikvirus

- Klassifikation nach Übertragungsweg

- Arboviren – Arthropoden (Gliederfüßer) als Vektoren

- Klassifikation nach Morphotyp (Morphologie des Virions) oder einfach nach Größe (von Kapsid oder Genom):

- Podoviren
- Myoviren
- Siphoviren
- Riesenviren
- Jumbophagen, Megaphagen

- Klassifikation nach Habitat (Vorkommen)

- Haloviren – salzliebend bzw. salzliebende Organismen parasitierend
- Bodenviren – infizieren Mikroben (insbesondere Archaeen) des Erdbodens
- Marine Viren
- Süßwasserviren
- Bodenviren

- Kombination der beschriebenen Kriterien

- Cyanopodovirus – Morphotyp: Podoviren, Wirte: Cyanobakterien
- Cyanomyovirus – Morphotyp: Myoviren, Wirte: Cyanobakterien
- Cyanostylvirus – Morphotyp: Siphoviren, Wirte: Cyanobakterien

- andere Kriterien

- Helfervirus – wird von einem Satellitenvirus zu dessen Replikation genutzt
- Satellitenvirus – kann sich ohne die Hilfe eines anderen Virus (Helfervirus) nicht im Wirt replizieren (siehe Symbiose). Es kann dessen Replikation erkennbar beeinträchtigen (siehe Virophage), muss aber nicht.

In der modernen Taxonomie bleiben diese Kriterien unberücksichtigt, auch wenn sie weiter für die Zusammenfassung unterschiedlicher Viren mit gemeinsamen medizinischen oder epidemiologischen Merkmalen wichtig sind.

## Virustaxonomie nach ICTV
Die moderne Virus-Taxonomie nach ICTV orientiert sich ebenfalls nach Linné. Sie umfasst seit 2018 auch die höheren Rangstufen oberhalb der Ordnung, mit Namensendungen, die teilweise vom LHT-System abweichen.
Realm (en. realm) (…viria)
Subrealm (en. subrealm) (…vira) (Endung wie bei Subphylum im LHC-System, als zweiteoberste Stufe)
Reich (en. kingdom) (…virae)
Unterreich (en. subkingdom) (…virites)
Stamm oder Phylum (…viricota) (in Analogie zu …archaeota - abweichend vom LHC-System sind mehrere Virusphyla möglich)
Subphylum (…viricotina)
Klasse (…viricetes)
Unterklasse (…viricetidae)
Ordnung (…virales)
Unterordnung (…virineae)
Familie (…viridae)
Unterfamilie (…virinae)
Gattung oder Genus (…virus)
Untergattung oder Subgenus (…virus)
Art oder Species (…virus)
Mit Stand 3. März 2025 gibt es sieben vom ICTV anerkannte Realms, die sich wie folgt unterteilen:
- Adnaviria (Baltimore 1)
- Duplodnaviria (Baltimore 1)
- Monodnaviria (Baltimore 1 und 2)
- Riboviria (Baltimore 3 bis 7)
- Singelaviria (Baltimore 1)[A. 1]
- Ribozyviria (Gattung Deltavirus und ähnliche; ~ Baltimore 5, aber Satellitenviren mit zirkulärer RNA)
- Varidnaviria (Baltimore 1)
- nicht-zugeordnete Taxa:

- 1 Klasse: Naldaviricetes (Baltimore 1)
- 25 Familien
- 2 Gattungen

## Die Baltimore-Klassifikation

Die Baltimore-Klassifizierung basiert auf der Methode der viralen mRNA-Synthese

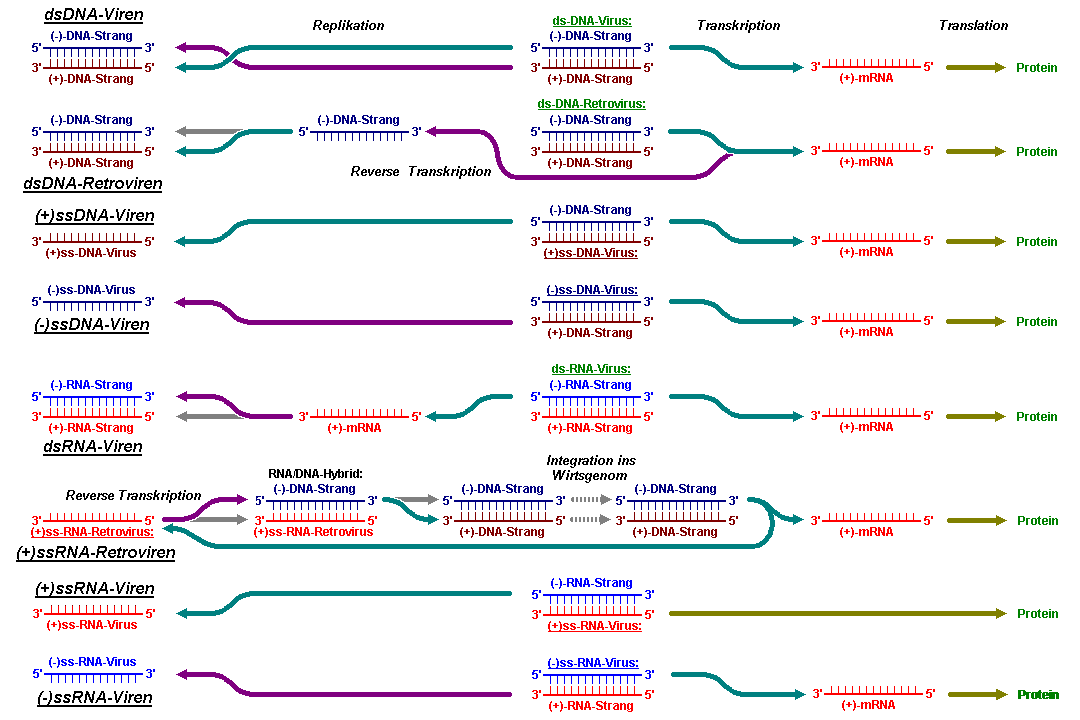
Übersicht über die Replikation, Transkription und Translation der genetischen Information der verschiedenen Virusklassen

Auf Grundlage des Wissens um die Molekularbiologie der Viren hatte sich seit 1971 eine weitere Klassifikation etabliert, welche auf einen Vorschlag des Nobelpreisträgers David Baltimore zurückgeht.
Wichtige Kriterien dieser Klassifizierung sind:
- Genomstruktur
  - DNA oder RNA
  - Doppel- oder Einzelstrang (im letzteren Fall kommt noch die Polarität hinzu)
  - segmentiert (multipartit) oder unsegmentiert (monopartit)
  - linear oder zirkulär
- Form (Symmetrie) des Kapsids
- Vorhandensein einer Hülle
- Anordnung der Gene innerhalb des Genoms
- Replikationsstrategie
- Virusgröße

Die verschiedenen Möglichkeiten ergeben sich dadurch, dass ein Strang der doppelsträngigen DNA, so wie sie in allen zellulären Organismen vorliegt, redundant ist und bei Viren daher entfallen kann.
Ebenso kann das Virusgenom auch in verschiedenen Formen der RNA vorliegen, die in Zellen als Zwischenstufe bei der Proteinsynthese (mRNA) auftritt.
Bei einzelsträngiger DNA oder RNA kommen beide möglichen Kodierungsrichtungen vor: die normale Richtung 5'→3', die als (+) Polarität bezeichnet wird, wie sie in der mRNA vorliegt, und die entgegengesetzte (komplementäre) Richtung (-), in der die RNA quasi als Negativ vorliegt.
Diese Baltimore-Klassifikation nach der Replikationsstrategie wird heute zunehmend ungebräuchlich, denn
- seit 2018 stehen durch das ICTV definierte hohe Rangstufen (oderhalb der Ordnung) zur Verfügung
- viele aufgrund von Sequenzvergleichen identifizierte Verwandtschaftsgruppen (Kladen) erstrecken sich über mehrere Baltimore-Gruppen. Unter den ersten solchen vom ICTV bestätigten Taxa waren

- die Ortervirales (Baltimore 6 und 7) – revers transkribierende RNA- und DNA-Viren: Retroviren und Pararetroviren. Es handelt sich um RNA-Viren mit DNA-Zwischenstadium bzw. umgekehrt.
- die Pleolipoviridae (Baltimore 1 und 2) – Vertreter mit dsDNA und Vertreter mit ssDNA

- bei den Bacilladnaviridae (ssDNA) gibt es kleine, lineare ssDNA-Fragmente, die komplementär sind zu Abschnitten des großen, zirkulären ssDNA-Genoms. Durch deren Anlagerung entsteht ein zirkuläres DNA-Genom, das in kurzen Abschnitten dsDNA, ansonsten ssDNA ist.
- die Endornaviridae sind (+)ssRNA-Viren (nach ICTV, das ist Baltimore 4), aber mit dsRNA-Zwischenstadium (Baltimore 3), meist wird letzteres isoliert. Daher werden sie verschiedentlich auch als dsRNA-Viren klassifiziert.[10]
- Im Übrigen wird schon nach Baltimore bei Einzelstrang-DNA-Viren nicht zwischen den beiden Polaritäten unterschieden, nur bei Einzelstrang-RNA-Viren. Grund ist, dass es bei ersteren keine klare Unterscheidbarkeit gibt.

### DNA-Viren
DNA-Viren bilden keine taxonomische Verwandtschaftsgruppe (Klade), stattdessen ist dieser Begriff lediglich eine Sammelbezeichnung der Virusklassifikation. Unter den DNA-Viren konnten jedoch eine Reihe von Taxa (Ordnungen und höher) als Verwandtschaftsgruppen ausgemacht und vom ICTV bestätigt werden.

#### Baltimore-Gruppe I
Doppelstrang-DNA – dsDNA (englisch double strand), normale Genom-Form allen Lebens.
- Realm Adnaviria

- Reich  Zilligvirae

- Phylum Taleaviricota

- Klasse Tokiviricetes

- Ordnung Ligamenvirales
- Ordnung Primavirales mit Familie  Tristromaviridae

- Realm Varidnaviria (ursprünglich vorgeschlagen als „Divdnaviria“, „Vertical jelly roll major capsid protein DNA viruses“, „DJR-MCP-Viren“)[12][13]

- Reich Abadenavirae
  - Phylum Produgelaviricota
    - Klasse Ainoaviricetes (mit den Finnlakeviridae)
    - Klasse Belvinaviricetes (früher Tectiliviricetes)
      - Ordnung Atroposvirales (mit den Skuldviridae)
      - Ordnung Belfryvirales (mit den Turriviridae) (mit Gattung Alphaturrivirus, dazu Spezies Sulfolobus turreted icosahedral virus 1 und 2, STIV1 und STIV2)
      - Ordnung Coyopavirales (mit den Chaacviridae)
      - Ordnung Vinavirales  (mit den Asemoviridae, Autolykiviridae, Corticoviridae, Mestraviridae, Parnassusviridae)

- zum Reich Bamfordvirae

- Phylum Nucleocytoviricota (veraltet „Nucleocytoplasmaviricota“, „Nucleocytoplasmic large DNA viruses“, NCLDV)

- Klasse Megaviricetes

- Zweig 1:

- Ordnung Algavirales
- Ordnung Imitervirales (veraltet „Megavirales“ s. s.: die erweiterte Familie Mimiviridae syn. „Megaviridae“ – mit den Mimiviren)

- Zweig 2:

- Ordnung Pimascovirales (früher „MAPI-Superklade“ oder „PMI-Gruppe“)

- Familien Marseilleviridae, Ascoviridae, Iridoviridae, Pithoviridae, Cedratviridae, Orpheoviridae, evtl. „Mininucleoviridae“, sowie die Gattung Ichnoviriform aus Polydnaviriformidae

- Klasse Pokkesviricetes

- Zweig 3:

- Ordnung Asfuvirales, evtl. mit Gattung Dinodnavirus
- Ordnung Chitovirales (mit den  Asfarviridae und den Pockenviren)

- Klasse Mriyaviricetes (mit den Yaraviridae)

- Phylum Preplasmiviricota
  - Subphylum Polisuviricotina
    - Klasse Aquintoviricetes (mit den Phypoliviridae)
    - Klasse Pharingeaviricetes (mit den Adenoviridae)
    - Klasse Polintoviricetes (mit den Eupolintoviridae alias Adintoviridae)
    - Klasse Virophaviricetes (früher Maveriviricetes, mit Virophagen)
      - Ordnung Divpevirales
      - Ordnung Lavidavirales
      - Ordnung Mividavirales
      - Ordnung Priklausovirales

  - Subphylum Prepoliviricotina
    - Klasse Tectiliviricetes
    - Ordnung Kalamavirales

- Realm Singelaviria

- Reich Helvetiavirae

- Phylum Dividoviricota

- Klasse Laserviricetes

- Ordnung Halopanivirales (mit Sphaerolipoviridae)

- Realm Duplodnaviria (Vorschlag)[13]

- Reich Heunggongvirae

- Phylum Uroviricota

- Klasse Caudoviricetes

- Ordnung Caudovirales (Bakteriophagen etc. mit Kopf-Schwanz-Struktur)

- Phylum Peploviricota

- Klasse Herviviricetes

- Ordnung Herpesvirales

- Reich Shotokuvirae (hier nur Vertreter mit dsDNA: Papovaviricetes)

- Phylum Cossaviricota (dito)

- Klasse Papovaviricetes

- weitere mögliche Kandidaten für diese Gruppe sind die folgenden dsDNA-Virusfamilen:

- Familie „Adomaviridae“
- Familie „Adintoviridae“

- in keinen höheren Rang klassifizierte Klasse:

- Klasse Naldaviricetes (ehemals „Modul 6“) mit folgenden Familien nach Vorschlag von Koonin et al. (2015, 2019)

- Ordnung Lefavirales

- Familie Baculoviridae
- Familie Hytrosaviridae
- Familie Nudiviridae

- Ordnung nicht zugewiesen

- Familie Nimaviridae

- bisher nicht vom ICTV bestätigter Vorschlag

- Familie Polydnaviridae (vermutlich polyphyletisch, hier nur Gattung Bracovirus)

- in keinen höheren Rang klassifizierte Familien:

- Familie Ampullaviridae
- Familie Bicaudaviridae
- Familie Clavaviridae
- Familie Fuselloviridae
- Familie Globuloviridae
- Familie Guttaviridae
- Familie Ovaliviridae
- Familie Plasmaviridae
- Familie Polydnaviridae (möglicherweise polyphyletisch, siehe Bracovirus, Ichnovirus (siehe NCLDV, vermutlich eine gemeinsame Klade mit Ascoviridae und Iridoviridae zu Pimascovirales in Nucleocytoviricota))
- Familie Portogloboviridae
- Familie Thaspiviridae
- Familie Halspiviridae

- in keinen höheren Rang klassifizierte Gattungen:

- Gattung Dinodnavirus (siehe NCLDV, möglicherweise nahe zu Asfarviridae und der vorgeschlagenen Familie Orpheoviridae)
- Gattung Rhizidiovirus (mit einziger Spezies Rhizidiomyces virus)

- in keinen höheren Rang klassifizierte Spezies:

- Spezies „Tetraselmis viridis virus N1“ (alias „Tetraselmis striata virus N1“ (TsV-N1))
- Spezies „Heterosigma akashiwo nuclear inclusion virus“ (HaNIV)

#### Baltimore-Gruppe II
Einzelstrang-DNA – ssDNA (englisch single strand). Virionen enthalten DNA positiver oder negativer Polarität.
Die Virusgruppe „CRESS“ (circular Rep-encoding single-strand DNA viruses) (im weiteren Sinne) ist keine Verwandtschaftsgruppe (Taxon), sondern polyphyletisch. Das neue Phylum Cressdnaviricota fasst jedoch die hauptsächlichen Vertreter dieser in einer Verwandtschaftsgruppe zusammen.
- Realm Monodnaviria (hier bis auf Sonderfall Pleolipoviridae)

- Reich Loebvirae

- Phylum Hofneiviricota

- Klasse Faserviricetes (filamentös)

- Ordnung Tubulavirales (zu „CRESS“)

- Familie Inoviridae
- Familie Paulinoviridae
- Familie Plectroviridae

- Reich Sangervirae

- Phylum Phixviricota

- Klasse Malgrandaviricetes

- Ordnung Petitvirales (mit Microviridae, zu „CRESS“ – circular Rep-encoding single-strand DNA viruses)

- Reich Shotokuvirae

- Phylum Cossaviricota (ohne Papovaviricetes da jene mit zirkulärer dsDNA)

- Klasse Quintoviricetes (mit Parvoviridae, zu „CRESS“)
- Klasse Mouviricetes (mit Bidnaviridae)

- Phylum Cressdnaviricota

- Klasse Repensiviricetes

- Ordnung Geplafuvirales (mit Geminiviridae, Genomoviridae und Geplanaviridae)

- Klasse Arfiviricetes

- Ordnung Baphyvirales (mit Bacilladnaviridae)
- Ordnung Recrevirales (mit Redondoviridae)
- Ordnung Cirlivirales (mit Circoviridae)
- Ordnung Cremevirales (mit Smacoviridae)
- Ordnung Mulpavirales (mit Metaxyviridae und Nanoviridae)
- Ordnung Recrevirales (mit Redondoviridae, ssDNA)

- ohne Zuordnung zu einer Klasse oder Ordnung:

- Familie „Cruciviridae“ (Vorschlag)

- keinem höheren Rang zugeordnete Familien:

- Familie Spiraviridae ssDNA(+)
- Familie Anelloviridae ssDNA(-)
- Familie Finnlakeviridae ssDNA

- keinem höheren Rang zugeordnete vorgeschlagene Kladen (Gattungen?):

- Klade „Circularisvirus“

- Spezies: „Dragonfly circularisvirus“ (DfCirV) (zu „CRESS2“)
- Spezies: „Cybaeus spider associated circular virus 1“ (CySACV-1), in Spinnen der Gattung Cybaeus
- Spezies: „Golden silk orbweaver associated circular virus 1“ (GoSOrbACV-1), in Spinnen der Gattung Nephila
- Spezies: „Longjawed orbweaver circular virus 1“ (LjOrbCV-1), in Spinnen der Gattung Leucauge
- Spezies: „Spinybacked orbweaver circular virus 1“ (SpOrbCV-1), in Spinnen der Gattung Gasteracantha

- Klade „Volvovirus“

- Spezies: „Acheta domesticus volvovirus“ (AdVVV), in Heimchen
- Spezies: „Cricket associated circular virus 1“ (CrACV-1), in Feldgrillen (zu „nicht-klassifizierten CRESS“)

- keinem höheren Rang zugeordnete vorgeschlagene Spezies:

- Spezies: „Dragonfly orbiculatusvirus“ (DfOrV) (zu „nicht-klassifizierten CRESS“)
- Spezies: „Dragonfly cyclicusvirus“ (DfCyclV) (zu „CRESS3“)

#### Pleolipoviridae
Die Familie Pleolipoviridae war (mit der Ordnung Ortervirales) eines der ersten vom ICTV anerkannten Taxa (Verwandtschaftsgruppe, ermittelt nach der Genom-Sequenz), dessen Mitglieder in verschiedenen Baltimore-Gruppen (nämlich 1 und 2) fallen.
- zum Realm Monodnaviria

- Familie Pleolipoviridae

### RNA-Viren
Im Wesentlichen identisch mit dem Realm Riboviria. Dazu gehören auch die vorgeschlagenen Supergruppen
- „Picornavirus-like superfamily“
- „Alphavirus-like superfamily“

nach Koonin et al. (2015), die Kladen verschiedener Baltimore-Gruppen zusammenfassen.

#### Baltimore-Gruppe III
Doppelstrang-RNA – dsRNA
- zum Realm Riboviria (hier nur dsRNA)

- zum Reich Orthornavirae

- zum Phylum Pisuviricota

- zur Klasse Duplopiviricetes

- zur Ordnung Durnavirales (hier nur dsRNA-Viren)

- Familie Amalgaviridae
- Familie Partitiviridae (mit den Gattungen Alphapartitivirus, Betapartitivirus, Gammapartitivirus, Deltapartitivirus, Cryspovirus)
- Familie Picobirnaviridae (mit Gattung Picobirnavirus)

- zum Phylum Duplornaviricota

- zur Klasse Chrymotiviricetes

- zur Ordnung Ghabrivirales

- Familie Chrysoviridae (mit Gattung Alphachrysovirus, sowie Betachrysovirus, mit Spezies Colletotrichum fructicola chrysovirus 1)
- Familie Megabirnaviridae (mit Gattung Megabirnavirus)
- Familie Quadriviridae (mit Gattung Quadrivirus)
- Familie Totiviridae

- zur Klasse Vidaverviricetes

- Ordnung Mindivirales (mit Familie Cystoviridae)

- zur Klasse Resentoviricetes

- Ordnung Reovirales (mit Familie Reoviridae, nach Vorschlag Koonin et al. (2015) von den Cystoviridae abstammend)

- zum Phylum Kitrinoviricota

- zur Klasse Alsuviricetes

- zur Ordnung Martellivirales

- Familie Endornaviridae

- innerhalb der Orthornavirae keinem höheren Rang zugeordnet ist die Familie:

- Familie Birnaviridae

- innerhalb der Orthornavirae keinem höheren Rang zugeordnet ist die Gattung:

- Gattung Botybirnavirus

- innerhalb der Riboviria keinem höheren Rang zugeordnetdind die vorgeschlagenen Spezies:

- „Circulifer tenellus virus 1“
- „Colletotrichum camelliae filamentous virus 1“
- „Spissistilus festinus virus 1“

#### Baltimore-Gruppe IV
Positive Einzelstrang-RNA – ss(+)RNA. Sie wirkt direkt als mRNA.
- zum Realm Riboviria (hier nur ss(+)RNA)

- zum Reich Orthornavirae – hier nur ss(+)RNA

- Phylum Pisuviricota

- Klasse Pisoniviricetes

- Ordnung Nidovirales
- Ordnung Picornavirales
- Ordnung Sobelivirales (mit den Familien Barnaviridae, Alvernaviridae, Solemoviridae)

- Klasse Stelpaviricetes

- Ordnung Stellavirales (mit Familie Astroviridae, diese mit Gattung Mamastrovirus)
- Ordnung Patatavirales (mit Familie Potyviridae)

- Klasse Duplopiviricetes

- Ordnung Durnavirales

- Phylum Kitrinoviricota

- Klasse Alsuviricetes

- Ordnung Tymovirales
- Ordnung Hepelivirales (mit den Familie Hepeviridae, Alphatetraviridae, Benyviridae, Matonaviridae – letztere mit Rötelnvirus)
- Ordnung Martellivirales

- Klasse Flasuviricetes

- Ordnung Amarillovirales (mit Familie Flaviviridae)

- Klasse Tolucaviricetes

- Ordnung Tolivirales (mit den Familien Luteoviridae, Carmotetraviridae, Tombusviridae)

- Klasse Magsaviricetes

- Ordnung Nodamuvirales

- Phylum Lenarviricota

- Klasse Allassoviricetes

- Ordnung Levivirales (mit Familie Leviviridae)

- keinem höheren Rang unter Orthornavirae zugeteilt:

- Familie Permutotetraviridae

- keinem höheren Rang unter Riboviria zugeteilt:

- Sarthroviridae

- Macronovirus

- keinem Realm zugeteilt:

- Spezies „Yellowstone hot spring archaeal RNA virus“ mit ca. drei Viren(stämmen): Contig1 bis 9 (Vorschlag, evtl. mehrere Spezies?) – Wirt(e): Sulfolobales-Spezies (Archaeen), Fundort: sauer-heiße Quelle NL10 am Nymph Lake im Yellowstone-Nationalpark, Genom: ssRNA positiver Polarität, d. h. ss(+)RNA: Baltimore-Gruppe IV.

#### Baltimore-Gruppe V
Negative Einzelstrang-RNA – ss(-)RNA. Sie wirkt als Matrize zur mRNA Synthese.
- zum Realm Riboviria (hier nur ss(-)RNA)

- Phylum Negarnaviricota (veraltet: Flavivirus-like superfamily – im Sinn von Supergruppe)

- Realm Ribozyviria – ss(-)RNA.

- Phylum, Subphylum, Klasse, Ordnung nicht bestimmt bei:

- Familie: Kolmioviridae (mit Gattung Deltavirus)

### Revers transkribierende Viren
Dazu gehören Viren mit positiver Einzelstrang-RNA, die per Reverse Transkriptase (RT) in DNA zurückgeschrieben und ins Zellgenom eingebaut wird (Retroviren ssRNA-RT, Baltimore-Gruppe 6), sowie Viren mit Doppelstrang-DNA, die umgekehrt zur Replikation einen RNA-Zwischenschritt benutzen und daher ebenfalls revers transkribieren (Pararetroviren dsDNA-RT, Baltimore-Gruppe 7). Die meisten dieser Vertreter gehören unabhängig davon der Ordnung Ortervirales an.

#### Baltimore-Gruppe VI
Positive Einzelstrang-RNA, die per Reverse Transkriptase (RT) in DNA zurückgeschrieben und ins Zellgenom eingebaut wird (Retroviren).
- zum Realm Riboviria

- zur Ordnung Ortervirales (hier bis auf Caulimoviridae - revers transkribierende RNA-Viren ssRNA-RT)

- Familie Belpaoviridae (ssRNA-RT)
- Familie Metaviridae (ssRNA-RT)
- Familie Pseudoviridae (ssRNA-RT)
- Familie Retroviridae (ssRNA-RT, mit Gattung Lentivirus und darin den Spezies HIV-1 und -2, SIV, BIV, FIV)

#### Baltimore-Gruppe VII
Doppelstrang-DNA, die zur Replikation einen RNA-Zwischenschritt benutzt (revers transkribierende DNA-Viren dsDNA-RT, Pararetroviren).
- zum Realm Riboviria

- zur Ordnung Ortervirales (hier nur Sonderfall Caulimoviridae ssDNA-RT)

- Familie Caulimoviridae (dsDNA-RT: Revers transkribierende DNA-Viren)

- Ordnung Blubervirales (dsDNA-RT: Revers transkribierende DNA-Viren, mit Hepadnaviridae)

### Tabellarische Übersicht
| Nukleinsäure | Kapsidsymmetrie | Hülle   | Genom              | Baltimore-Klasse | Familie          | Genus               | Arten                                                     |
| ------------ | --------------- | ------- | ------------------ | ---------------- | ---------------- | ------------------- | --------------------------------------------------------- |
| DNA          | ikosaedrisch    | nackt   | ss(+/-)            | II               | Parvoviridae     | Erythroparvovirus   | Parvovirus B19                                            |
| DNA          | ikosaedrisch    | nackt   | ds zirkulär        | I                | Polyomaviridae   | Betapapillomavirus  | Humanes Papillomvirus 1 und 2                             |
| DNA          | ikosaedrisch    | nackt   | ds zirkulär        | I                | Polyomaviridae   | Polyomavirus        | SV40, BK-Virus, JC-Virus                                  |
| DNA          | ikosaedrisch    | nackt   | ds                 | I                | Adenoviridae     | Mastadenovirus      | Humanes AdV A–F                                           |
| DNA          | ikosaedrisch    | umhüllt | ds                 | VII              | Hepadnaviridae   | Orthohepadnavirus   | Hepatitis-B-Virus                                         |
| DNA          | ikosaedrisch    | umhüllt | ds                 | I                | Herpesviridae    | Simplexvirus        | Herpes-simplex-Virus 1 und 2                              |
| DNA          | ikosaedrisch    | umhüllt | ds                 | I                | Herpesviridae    | Varicellovirus      | Varizella-Zoster-Virus                                    |
| DNA          | ikosaedrisch    | umhüllt | ds                 | I                | Herpesviridae    | Cytomegalovirus     | Cytomegalievirus                                          |
| DNA          | ikosaedrisch    | umhüllt | ds                 | I                | Herpesviridae    | Roseolovirus        | Humanes Herpesvirus 6A, 6B und 7                          |
| DNA          | ikosaedrisch    | umhüllt | ds                 | I                | Herpesviridae    | Lymphocryptovirus   | Epstein-Barr-Virus                                        |
| DNA          | komplex         | umhüllt | ds                 | I                | Poxviridae       | Orthopoxvirus       | Variolavirus, Vacciniavirus                               |
| DNA          | komplex         | umhüllt | ds                 | I                | Poxviridae       | Parapoxvirus        | Orf-Virus                                                 |
| RNA          | ikosaedrisch    | nackt   | ss(+)              | IV               | Picornaviridae   | Enterovirus         | Poliovirus 1–3, Rhinovirus A–C, Coxsackievirus, Echovirus |
| RNA          | ikosaedrisch    | nackt   | ss(+)              | IV               | Picornaviridae   | Parechovirus        | Parechovirus A                                            |
| RNA          | ikosaedrisch    | nackt   | ss(+)              | IV               | Picornaviridae   | Hepatovirus         | Hepatitis-A-Virus                                         |
| RNA          | ikosaedrisch    | nackt   | ss(+)              | IV               | Picornaviridae   | Cardiovirus         | Cardiovirus A (Mengovirus, EMC-Virus)                     |
| RNA          | ikosaedrisch    | nackt   | ss(+)              | IV               | Astroviridae     | Mamastrovirus       | Mamastrovirus 1, 6, 8, 9                                  |
| RNA          | ikosaedrisch    | nackt   | ss(+)              | IV               | Caliciviridae    | Norovirus           | Norwalk-Virus                                             |
| RNA          | ikosaedrisch    | nackt   | ss(+)              | IV               | Hepeviridae      | Orthohepevirus      | Hepatitis-E-Virus                                         |
| RNA          | ikosaedrisch    | nackt   | ds(10–18 Segmente) | III              | Reoviridae       | Coltivirus          | Colorado-Zeckenfieber-Virus                               |
| RNA          | ikosaedrisch    | nackt   | ds(10–18 Segmente) | III              | Reoviridae       | Orthoreovirus       | Mammalian orthoreovirus                                   |
| RNA          | ikosaedrisch    | nackt   | ds(10–18 Segmente) | III              | Reoviridae       | Rotavirus           | Rotavirus                                                 |
| RNA          | ikosaedrisch    | umhüllt | ss(+)              | IV               | Togaviridae      | Alphavirus          | Sindbisvirus                                              |
| RNA          | ikosaedrisch    | umhüllt | ss(+)              | IV               | Togaviridae      | Rubivirus           | Rötelnvirus                                               |
| RNA          | ikosaedrisch    | umhüllt | ss(+)              | IV               | Flaviviridae     | Flavivirus          | Gelbfieber-Virus, Hepatitis-C-Virus                       |
| RNA          | komplex         | umhüllt | ss(+)              | VI               | Retroviridae     | Deltaretrovirus     | HTLV-1 HTLV-2                                             |
| RNA          | komplex         | umhüllt | ss(+)              | VI               | Retroviridae     | Spumavirus          | Spumavirus                                                |
| RNA          | komplex         | umhüllt | ss(+)              | VI               | Retroviridae     | Lentivirus          | HIV-1,-2, SIV                                             |
| RNA          | helikal         | umhüllt | ss(+)              | IV               | Coronaviridae    | Alphacoronavirus    | Felines CoV                                               |
| RNA          | helikal         | umhüllt | ss(+)              | IV               | Coronaviridae    | Betacoronavirus     | SARS-CoV, MERS-CoV                                        |
| RNA          | helikal         | umhüllt | ss(-)              | V                | Orthomyxoviridae | Alphainfluenzavirus | Influenzavirus A                                          |
| RNA          | helikal         | umhüllt | ss(-)              | V                | Orthomyxoviridae | Betainfluenzavirus  | Influenzavirus B                                          |
| RNA          | helikal         | umhüllt | ss(-)              | V                | Orthomyxoviridae | Gammainfluenzavirus | Influenzavirus C                                          |
| RNA          | helikal         | umhüllt | ss(-)              | V                | Orthomyxoviridae | Deltainfluenzavirus | Influenzavirus D                                          |
| RNA          | helikal         | umhüllt | ss(-)              | V                | Paramyxoviridae  | Pneumovirus         | Respiratorisches Synzytialvirus                           |
| RNA          | helikal         | umhüllt | ss(-)              | V                | Paramyxoviridae  | Respirovirus        | Parainfluenzavirus HPIV-1, HPIV-3                         |
| RNA          | helikal         | umhüllt | ss(-)              | V                | Paramyxoviridae  | Rubulavirus         | Parainfluenzavirus HPIV-2, HPIV-4                         |
| RNA          | helikal         | umhüllt | ss(-)              | V                | Paramyxoviridae  | Rubulavirus         | Mumpsvirus                                                |
| RNA          | helikal         | umhüllt | ss(-)              | V                | Paramyxoviridae  | Morbillivirus       | Masernvirus                                               |
| RNA          | helikal         | umhüllt | ss(-)              | V                | Rhabdoviridae    | Lyssavirus          | Tollwutvirus                                              |
| RNA          | helikal         | umhüllt | ss(-)              | V                | Filoviridae      | Filovirus           | Marburgvirus, Ebolavirus                                  |
| RNA          | helikal         | umhüllt | ss(-)              | V                | Peribunyaviridae | Orthobunyavirus     | Bunyamweravirus                                           |
| RNA          | helikal         | umhüllt | ss(-)              | V                | Nairoviridae     | Orthonairovirus     | Krim-Kongo-Virus                                          |
| RNA          | helikal         | umhüllt | ss(-)              | V                | Phenuiviridae    | Phlebovirus         | Phlebotomus-Fieber-Virus                                  |
| RNA          | helikal         | umhüllt | ss(-)              | V                | Hantaviridae     | Orthohantavirus     | Hantaan-Virus                                             |
| RNA          | helikal         | umhüllt | ss(-)              | V                | Arenaviridae     | Mammarenavirus      | LCM-Virus, Lassa-Virus                                    |